# Tradicionalna duhovna kultura Slovanov
Tradicionalna duhovna kultura Slovanov je ruskojezična znanstvena serija založbe »Indrik«, kjer se izdaja sodobna raziskovanja ljudske kulture Slovanov. Serija spada pod Inštitut Slavjanovedenija RAN .
Prva knjiga »Duhovne pesmi« (rusko Stihi duhovnye) G. N. Fedotova je izšla v založbi Gnozis, naslednje knjige pa so bile izdane pri založbi Indrik. Osnovna ideja je raziskovanje različnih tem tradicionalne slovanske kulture. Danes je serija poznana tudi pod imenom »s ključkom«, zaradi logotipa, ki se pojavlja na vseh knjigah serije. Aktivno so pri seriji sodelovali znanstveniki N. A. Voločajeva, A. F. Žuravljov, A. L. Toporkov in T. A. Agapkina. 

## Podserije
Do leta 2012 je bilo izdanih 44 knjig, kategoriziranih v nekaj podserij: 
- V podseriji »Sodobno raziskovanje« spadadajo avtorske monografije iz etnolingvistike, etnografije, folkloristike, kulturne antropologije.
- arhivne in sodobni materiali se izdajajo v podseriji »Publikacija tekstov«
- v podserijo »Iz istorii izučenija« spadajo dela D. K. Zelenina, E, N. Eleonskoj;
- v podserijo »tuje slavistike« spadajo izdaje tujih slavistov posvečenih slovanski tradicionalni kulturi.

Vrsto del, ki so izšle v tej seriji  so bile imenovane za najpomembnejša dela o slovanski  etnolingvistiki, ki so izšle v zadnjih letih.